# Túmulo de Aquetetepe
A tumba de Aquetetepe, também conhecida como mastaba de Akhethetep, é um complexo de tumbas que foi construído e concluído em diferentes épocas em Sacará, Egito. É o túmulo de Aquetetepe, um oficial real, localizado próximo à parte oeste da Pirâmide Escalonada em Sacará. Aquetetepe era um oficial com vários títulos, principalmente religiosos. incluindo sacerdote de Heka, sacerdote de Quenum e sacerdote de Hórus.
A tumba foi descoberta em 1903 por Georges Aaron Bénédite e duas colegas mulheres, Srta. Petrie e Srta. Murray. Aquetetepe foi um alto dignitário do Antigo Egito que viveu durante a V dinastia por volta de 2 400 a.C. e dirigiu inicialmente sua construção.